# Burchard Tappius

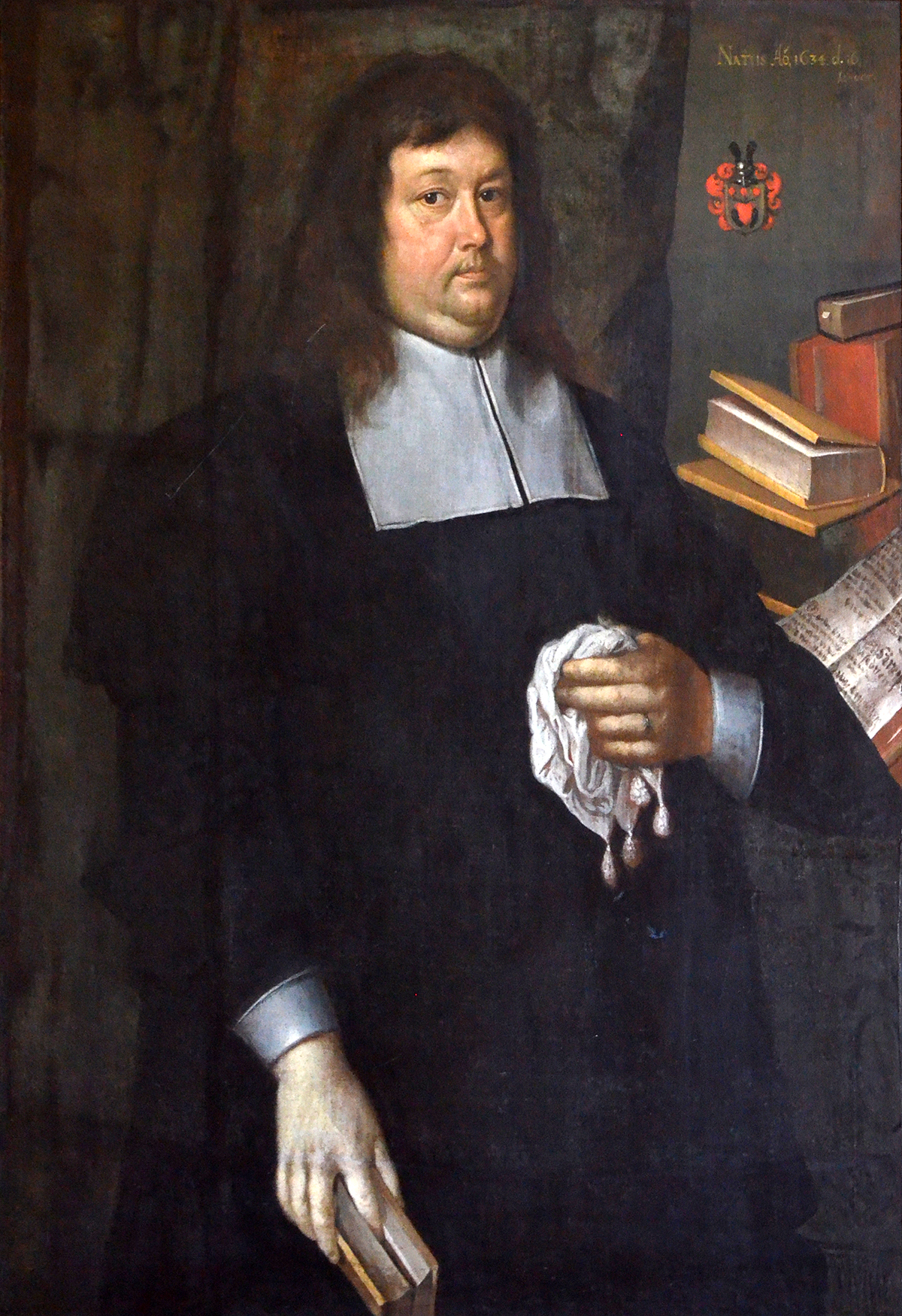
Pastor Burchard Tappius mit Büchern;
(Ölgemälde eines unidentifizierten Malers, 17. Jahrhundert; St. Petri-Kirche Burgwedel)

Burchard Tappius (d. i. die latinisierte Form von Tappe) auch: Burchardus Tappius und Burchard Tappe (* 16. Januar 1634 in Liebenhall; † 1698) war ein deutscher evangelischer Geistlicher.

## Leben
Burchard Tappius entstammte einer Theologen- und Gelehrtenfamilie. Seine Eltern waren der Pastor und Superintendent Georg (Heinrich) Tappe (Tappius), und die Goslarer Bürgerstochter Anna Dikhud (auch Dickehaut). Er wurde angeblich im Alter von 11 Lebensjahren am 15. Juli 1645 an der Universität Helmstedt immatrikuliert. An der Universität Frankfurt legte er 1654 in lateinischer Sprache seine Dissertatio astrologica exhibens judicium eclipseos solaris ... praesede Johanne Placentino ab.
1659 trat Tappius die Stelle des Pastors in Meinersen an.
Von 1669 bis 1698 wirkte Tappius in der Kirche St. Petrus in Burgwedel. Dort hat sich „das ausgezeichnete Bildnis“ des Pastors erhalten.
Der Name des Pastors findet sich unter anderen an der unter einem Erkanbau an der Nordseite des Turmhelms der St. Petri-Kirche angebrachten Stundenglocke aus dem Jahr 1693.

## Familie
Tappius heiratete in erster Ehe die Sophia Lucia Busmann (* April 1637; † 12. Februar 1670). Mit ihr hatte er die Kinder
- Wilhelm Christophorus Tappius (* 21. März 1661), wurde am 8. September 1676 in Helmstedt immatrikuliert;[3]
- Johann Burchard Tappius (* 4. Februar 1662), wurde am 8. September 1676 in Helmstedt immatrikuliert;[3]
- Lucia Elisabeth Tappius (* 28. Dezember 1663; † 16. Dezember 1666)[3]
- Anna Sophia Tappius (* 17. Februar 1667)[3]
- Vincentius Balthasar Tappius (* 9. August 1666; † 1688)[3]
- Chrysogonus Tappius (* 19. November 1667; † 11. November 1697)[3]
- Franz Julius Tappius (* 3. November 1668; † 6. September 1675)[3]
- Lucia Katharina (* 7. Februar 1670)[3]

Mit seiner zweiten Ehefrau Anna Maria Jani aus Goslar (* 1643) hatte er weitere Kinder:
- Elias Tappen (* 2. Juli 1671), wurde am 5. April 1689 in Helmstedt immatrikuliert.[3]
- Heinrich Christoph Tappen (* 8. Juli 1672), wurde 1689 in Helmstedt immatrikuliert.[3]
- Dorothea Beata Tappen (* 25. Januar 1674)[3]

## Schriften
- Burchard Tappius, Theodulus Georgius Tappe: Carmen Gratulatorium Quum VI. Kal. Februar. a ... Dn. Martino Gosky Med. Doct. ... Dn. Theodulus Georgius Tappius, Ecclesiastes in Salinis Liebenhallicis, Poeta Laureatus Caesareus Guelferbyti publice & solenniter proclamaretur, Exhibitum a Fratre Burchardo Tappio, Helmestadi[i]: Typis Henningi Mulleri, 1553 [i.e. 1653]; Digitalisat über die Herzog August Bibliothek Wolfenbüttel
- Dissertatio astrologica exhibens judicium solaris eclipseos, nuper die 2. Aug. stil. vet. (1654) in horizonte Francofurino observatae, Francofurti ad Viadrum: T. Kothianis 1654.
- Christliche Ehren-Gedächtniß-, Traur- und Trost-Predigt/ über den traurigen kläglichen Todes-Fall/ Der weyland Wohl-Edlen/ Hoch Ehr- und Tugend-reichen Frawen/ Fr. Dorotheen-Leveken/ gebohrnen Reichinn/ Des Wohl-Edlen und Groß-Mann-Vesten Herrn/ Ludolff-Hennings von Eltz/ Fürstl. Braunschw. Lüneb. wohlbestalten Land-Hauptmans/ und Ambts-Voigts zu Burgwedel Hertz-liebst-gewesenen Ehe-Schatzes : Welche am 27. Junii/ Anno 1681. Abends umb 8. Uhr/ in ihrem Erlöser und Seligmacher JEsu Christo/ sanfft und selig entschlaffen; Dero Selig-verblichner Cörper aber am 8. Julii in hiesige Kirche neidergesetzet/ und nach gehaltener Predigt/ in der von Eltzen Erb-Begräbniß/ mit Christlichen Ceremonien beygesetzet worden / Auff begehren gehalten/ und zum Drukk übergeben / Durch M. Burchardum Tappium, Pastorem zu Burgwedel, Hannover: gedruckt bei Georg Friederich Grimmen, 1681; Digitalisat über das Göttinger Digitalisierungszentrum der Niedersächsischen Staats- und Universitätsbibliothek Göttingen (SUB Göttingen)